# Уорнер, Джимми
Джеймс Уо́рнер (англ. James Warner; 15 апреля 1865, Бирмингем — 7 ноября 1943, Питтсбург), более известный как Джи́мми Уо́рнер (англ. Jimmy Warner) — английский футболист, вратарь. Выступал за клубы «Астон Вилла», «Ньютон Хит» и «Уолсолл Таун Свифтс».

## Футбольная карьера
Уроженец Бирмингема, Уорнер играл в футбол в местных клубах «Хэмптон Роуд Скул» и «Милтон». В мае 1886 года стал игроком бирмингемского клуба «Астон Вилла». В 1886 году помог своей команде выиграть Кубок Англии, обыграв в полуфинале шотландский «Рейнджерс», а в финале — «Вест Бромвич Альбион». Обозревали особо отметили «храбрую игру» Уорнера в финальном матче, который не позволил нападающим «Вест Бромвича» забить в свои ворота, хотя «Альбион» доминировал в первом тайме и создавал опасные моменты. Во втором тайме игроки «Виллы» забили два мяча и команда выиграла первый в своей истории Кубок Англии.
8 сентября 1888 года футбольный клуб «Астон Вилла» провёл свой первый матч в Футбольной лиге в первом сезоне в её истории. Это была игра против «Вулверхэмптон Уондерерс», в которой защитник «Виллы» Гершом Кокс забил автогол в ворота, защищаемые Уорнером. Этот автогол Кокса в ворота Уорнера стал первый голом, забитым в истории Футбольной лиги Англии и вообще первым голом, забитым в истории профессиональных футбольных лиг (по другой версии, автором первого гола в Футбольной лиге стал игрок «Болтон Уондерерс» Кенни Дэвенпорт).
В первых трёх сезонах в чемпионате Уорнер был основным вратарём «Астон Виллы», не сыграв только в двух матчах. По итогам сезона 1888/89 команда заняла второе место в Футбольной лиге. В следующем сезоне «Вилла» заняла 8-е место, а в сезоне 1890/91 — 9-е место.
В сезоне 1891/92 Уорнер получил травму, из-за чего сыграл за клуб только 11 матчей в чемпионате. К моменту начала матчей в Кубке Англии он восстановился от травмы и сыграл все пять матчей в этом турнире, включая финал против «Вест Бромвич Альбион». На этот раз, в отличие от финала 1887 года, Уорнер и его коллеги были всухую разгромлены «Альбионом» со счётом 3:0.
Сразу после финала Уорнера подвергли критике за пропущенные им голы, также высказывались мнения, что он пропустил мячи сознательно. За несколько недель до финала Кубка Англии Уорнер пропустил тренировки с «Астон Виллой» и его якобы видели в компании «загадочного человека в элегантном костюме и шляпе». В самом матче Уорнер не смог удержать мяч в руках в моменте с первыми двумя голами и находился в «безнадёжно неудачной» позиции в моменте с третьим голом «Вест Бромвича». По слухам, у Уорнера были проблемы с деньгами и он договорился «слить матч», за что получил деньги. Документальных доказательств этим обвинениям предоставлено не было, и они так и остались слухами.
Сезон 1891/92 «Вилла» завершила на 4-м месте в лиге, но после разгромного выступления в финале Кубка Англии карьера Уорнера в клубе была окончена. В июле 1892 года он сменил Бирмингем на Манчестер, став игроком «Ньютон Хит». 
В сезоне 1892/93 Уорнер был основным вратарём «Ньютон Хит» в первом сезоне клуба в Футбольной лиге, сыграв 20 матчей подряд с начала чемпионата. 7 января 1893 года он не явился на матч чемпионата против «Стока», из-за чего место в воротах был вынужден занять центральный хавбек Вилли Стюарт, а команда была вынуждена провести всю игру вдесятером против 11 игроков «Стока». В итоге «Ньютон Хит» проиграл в этом матче со счётом 7:1. Уорнер объяснил руководству клуба, что опоздал на поезд в Сток-он-Трент, но это объяснение сочли неубедительным и отстранили Уорнера от матчей на месяц. После завершения дисквалификации Уорнер сыграл ещё 3 матча за «Ньютон Хит» (два в — лиге и один в Большом кубке Манчестера), после чего был продан в клуб «Уолсолл Таун Свифтс».
В «Уолсолле» Уорнер провёл только 12 матчей в лиге, после чего завершил карьеру в 1894 году.
Умер в Питтсбурге, США, 7 июля 1943 года

## Достижения
Астон Вилла
- Обладатель Кубка Англии: 1887
- Финалист Кубка Англии: 1892
- Вице-чемпион Футбольной лиги: 1888/89

## Статистика выступлений
| Клуб                | Сезон            | Лига | Лига | Кубок | Кубок | Итого | Итого |
| Клуб                | Сезон            | Игры | Голы | Игры  | Голы  | Игры  | Голы  |
| ------------------- | ---------------- | ---- | ---- | ----- | ----- | ----- | ----- |
| Астон Вилла         | 1886/87          | -    | -    | 10    | 0     | 10    | 0     |
| Астон Вилла         | 1887/88          | -    | -    | 4     | 0     | 4     | 0     |
| Астон Вилла         | 1888/89          | 21   | 0    | 3     | 0     | 24    | 0     |
| Астон Вилла         | 1889/90          | 21   | 0    | 2     | 0     | 23    | 0     |
| Астон Вилла         | 1890/91          | 22   | 0    | 2     | 0     | 24    | 0     |
| Астон Вилла         | 1891/92          | 11   | 0    | 5     | 0     | 16    | 0     |
| Астон Вилла         | Итого            | 75   | 0    | 26    | 0     | 101   | 0     |
| Ньютон Хит          | 1892/93          | 22   | 0    | 0     | 0     | 22    | 0     |
| Ньютон Хит          | Итого            | 22   | 0    | 0     | 0     | 22    | 0     |
| Уолсолл Таун Свифтс | 1893/94          | 12   | 0    | 2     | 0     | 14    | 0     |
| Уолсолл Таун Свифтс | Итого            | 12   | 0    | 2     | 0     | 14    | 0     |
| Всего за карьеру    | Всего за карьеру | 109  | 0    | 28    | 0     | 137   | 0     |